# Cixi de Troy
Cixi de Troy est une série de bande dessinée écrite par Christophe Arleston et dessinée par Olivier Vatine. Elle fait partie de l’univers de Troy, dont la série fondatrice est Lanfeust de Troy, et son héroïne est le personnage éponyme Cixi. Le premier tome de la série est paru le 16 décembre 2009 chez Soleil Productions. L'histoire vient se placer entre les tomes 5 et 6 de Lanfeust de Troy.

## Synopsis
Troy, le monde où chacun possède un pouvoir magique... Désormais séparée de Lanfeust après son départ tonitruant du palais de Xingdu, Cixi décide de regagner Eckmül par ses propres moyens. On la retrouvera bien plus tard, installée dans la capitale des sages dans une double vie, tout à la fois maîtresse de Thanos et justicière nocturne. Mais que s'est-il produit entre-temps ? Comment en est-elle arrivée là ? Le cocktail d'aventure et d'humour qui a fait le succès de Lanfeust est ici au service de la sublime Cixi...

## Publication

### Albums
| N° | Titre                       | Scénariste          | Dessinateur                    | Première publication | Éditeur | ISBN                     |
| -- | --------------------------- | ------------------- | ------------------------------ | -------------------- | ------- | ------------------------ |
| 1  | Le Secret de Cixi           | Christophe Arleston | Olivier Vatine                 | 16 décembre 2009     | Soleil  | (ISBN 978-2-302-00878-6) |
| 2  | Le Secret de Cixi 2e partie | Christophe Arleston | Olivier Vatine                 | 15 décembre 2010     | Soleil  | (ISBN 978-2-302-01382-7) |
| 3  | Le Secret de Cixi 3e partie | Christophe Arleston | Olivier Vatine et Adrien Floch | 7 décembre 2011      | Soleil  | (ISBN 978-2-302-01871-6) |

Une édition de luxe du tome 1, en grand format, en noir et blanc et à tirage limité  (ISBN 978-2-302-00879-3), est sortie avant le tirage normal. Une édition de luxe du tome 2, en grand format, en noir et blanc et à tirage limité, est sortie pour le festival d'Angoulême 2011. Une édition de luxe du tome 3, en grand format, en noir et blanc et à tirage limité  (ISBN 978-2-302-02069-6), est sortie en même temps que le tirage normal. En décembre 2012, sortie d'un tirage de luxe regroupant les trois albums ainsi qu'un album supplémentaire de bonus (storyboards, crayonnés, recherches, etc.) aux éditions Comix Buro.

### Éditeurs
- Soleil : tome 2 (première édition des tomes 1 et 2)